# João Fonseca
João Fonseca (* 21. srpna 2006 Rio de Janeiro) je brazilský profesionální tenista. V juniorském tenise se v roce 2023 stal prvním juniorským mistrem světa a konečnou jedničkou z Brazílie. Ve své dosavadní kariéře na okruhu ATP Tour vyhrál jeden singlový turnaj. Na challengerech ATP a okruhu ITF získal tři tituly ve dvouhře a jeden ve čtyřhře.
Na žebříčku ATP byl ve dvouhře nejvýše klasifikován v červnu 2025 na 57. místě a ve čtyřhře v únoru 2024 na 431. místě. Trénuje ho Guilherme Teixeira.
V brazilském daviscupovém týmu debutoval v roce 2024 ve skupině finálového turnaje. Dvouhry prohrál s Italem Matteem Berrettinim, Nizozemcem Boticem van de Zandschulpem a porazil Belgičana Raphaëla Collignona. Brazílie ve skupině obsadila poslední příčku. Do září 2025 v soutěži nastoupil ke čtyřem mezistátním utkáním s bilancí 2–2 ve dvouhře a 0–0 ve čtyřhře.

## Tenisová kariéra
V juniorském tenise byl členem vítězného týmu, který v roce 2022 získal první brazilský titul v juniorském Davis Cupu. V 17 letech pak triumfoval na US Open 2023 po finálovém vítězství nad Američanem téhož věku Learnerem Tienem, přestože ztratil úvodní set. Po skončení, během září 2023, poprvé vystoupal do čela juniorského kombinovaného žebříčku ITF a na čele setrval do závěru sezóny. Jako první Brazilec se díky této pozici stal juniorským mistrem světa. Již v lednovém finále deblové juniorky Australian Open 2023 s Belgičanem Alexandrem Blockxem podlehli Američanům Kuzuharovi s Wongem.

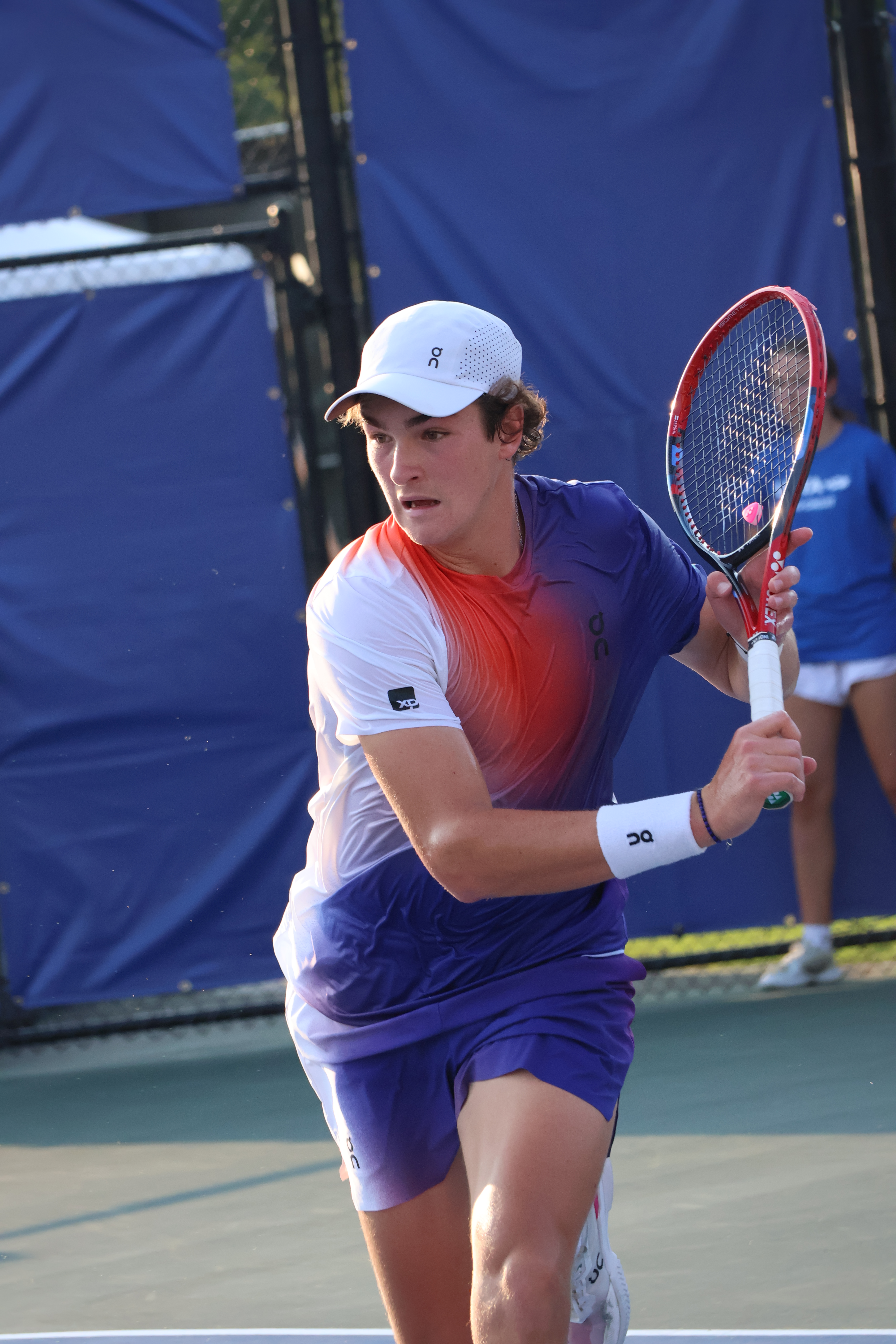
Na caryjském challengeru 2024 podlehl v úvodu Billymu Harrisovi

Na okruhu ATP Tour debutoval jako 16letý únorovým Rio Open 2023, když mu organizátoři v rodném Riu de Janeiru udělili divokou kartu. Na úvod odebral jen tři gamy Slovákovi Alexi Molčanovi z šesté desítky klasifikace. První vyhrané zápasy si připsal o rok později, když na Rio Open 2024 postoupil do čtvrtfinále. Vítězstvím nad třicátým šestým mužem klasifikace Arthurem Filsem se – od zavedení žebříčku ATP v roce 1973 – stal prvním Jihoameričanem mladším 18 let, který vyjma Davisova poháru uštědřil příslušníku Top 50 „kanára“, set v poměru 6–0. Rovněž představoval prvního tenistu narozeného v roce 2006, který na túře ATP vyhrál utkání dvouhry a po Zverevovi z roku 2014 druhého nejmladšího čtvrtfinalistu kategorie ATP 500 hrané od roku 2009. Nezastavil jej ani Chilan Cristian Garín. Ve čtvrtfinále však nenašel recept na argentinského kvalifikanta Mariana Navoneho, ačkoli získal úvodní dějství. Bodový zisk jej po skončení v únoru 2024 posunul o více než 300 míst výše, znamenající debut v Top 350.
Podruhé si čtvrtfinálovou fázi zahrál na dubnovém Țiriac Open 2024 v Bukurešti, kde mu stopku vystavil čtvrtý nasazený Chilan Alejandro Tabilo. O týden později se poprvé představil v sérii Masters, na antukovém Mutua Madrid Open 2024. Po třísetové výhře nad americkou světovou sedmdesátkou Alexem Michelsenem podlehl třicátému hráči pořadí Cameronu Norriemu. Po zisku prvního challengerového titulu v Lexingtonu se poprvé posunul do Top 200, když mu 5. srpna 2024 patřila 166. příčka žebříčku. V 17 letech se stal nejmladší vítězem challengeru v sezóně 2024.
Jako poslední osmý se kvalifikoval na prosincový Next Gen ATP Finals 2024 pro nejlepší hráče ročníku do 21 let. V 18 letech a 3 měsících byl nejmladším účastníkem. Soutěží v džiddské aréně prošel bez porážky, což něj učinilo prvního jihoamerického a druhého nejmladšího šampiona od vzniku turnaje. Již úvodní výhrou nad světovou dvacítkou Arthurem Filsem poprvé porazil člena Top 20. Následně zvládl duely s Learnerem Tienem i Jakubem Menšíkem a v semifinále vyřadil Francouze Lucu Van Asscheho. V souboji o titul podruhé přehrál Tiena. Trofej získal jako nejníže postavený šampion Next Gen ATP Finals, když se od ledna 2024 posunul o 585 míst na 145. příčku, jež mu patřila během soutěže.

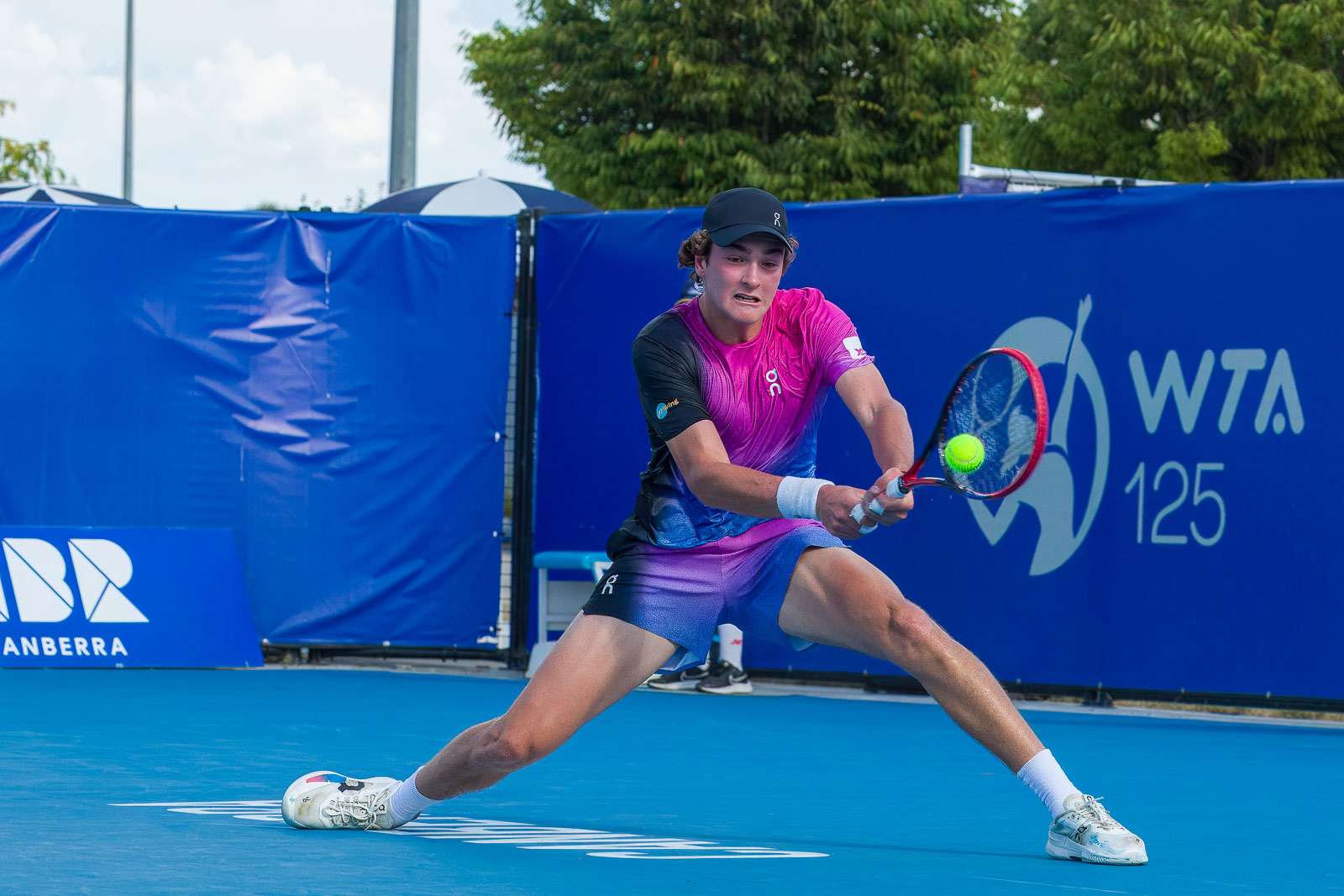
V Canbeře vyhrál v lednu 2025 druhý challenger a neporazitelnost prodloužil na 10 zápasů

V hlavní soutěži grandslamu debutoval v singlu Australian Open 2025 po zvládnuté tříkolové kvalifikaci. Do Melbourne Parku přicestoval po triumfu na lednovém canberrském challengeru. Postupem do své první grandslamové dvouhry přes Tiranta prodloužil neporazitelnost na třináct utkání. Na úvod Australian Open vyřadil bez ztráty sady světovou devítku Andreje Rubljova. Výhra z něj v 18 letech učinila prvního teenagera od Ančiće ve Wimbledonu 2002, který při grandslamovém debutu porazil člena světové desítky. V pětisetové bitvě pak nestačil na Lorenza Sonegu ze šesté desítky klasifikace. V následném vydání žebříčku z 27. ledna 2025 debutoval v Top 100, na 99. místě. Do elitní stovky pronikl v 18 letech, 5 měsících ad 6 dnech jako nejmladší Brazilec, když o rok překonal rekord 19letého Cássia Motty z roku 1979.
První titul na okruhu ATP Tour vybojoval na antuce Argentina Open 2025 v Buenos Aires, kde čtyři z pěti soupeřů byli argentinští tenisté. Do finále prošel přes Srba Lasla Djereho a v něm si poradil se světovou osmadvacítkou Franciscem Cerúndolem ve dvou setech. Stal se tak desátým nejmladším vítězem dvouhry od vzniku ATP v roce 1990, vůbec nejmladším z Jižní Ameriky, a prvním narozeným v roce 2006 s trofejí na tomto okruhu. V rámci otevřené éry představoval druhého nejmladšího šampiona z Jižní Ameriky, po triumfech Argentince Péreze Roldána z roku 1987. Po skončení se posunul na žebříčkové maximum, 68. místo.

## Finále na okruhu ATP Tour

### Dvouhra: 1 (1–0)
| Legenda                   |
| ------------------------- |
| Grand Slam (0)            |
| Turnaj mistrů (0)         |
| ATP Tour Masters 1000 (0) |
| ATP Tour 500 (0)          |
| ATP Tour 250 (1–0)        |

| Stav  | č. | datum     | turnaj                  | kategorie | povrch | soupeř ve finále    | výsledek      |
| ----- | -- | --------- | ----------------------- | --------- | ------ | ------------------- | ------------- |
| Vítěz | 1. | únor 2025 | Buenos Aires, Argentina | ATP 250   | antuka | Francisco Cerúndolo | 6–4, 7–6(7–1) |

## Finále Next Gen ATP Finals

### Dvouhra: 1 (1–0)
| Stav  | č. | datum         | turnaj                          | povrch    | soupeř ve finále | výsledek                 |
| ----- | -- | ------------- | ------------------------------- | --------- | ---------------- | ------------------------ |
| Vítěz | 1. | prosinec 2024 | Džidda, Spojené arabské emiráty | tvrdý (h) | Learner Tien     | 2–4, 4–3(10–8), 4–0, 4–2 |

## Tituly na challengerech ATP a okruhu ITF
| Legenda                  |
| ------------------------ |
| D – dvouhra; Č – čtyřhra |
| Challengery (3 D; 1 Č)   |
| ITF (0 D; 0 Č)           |

### Dvouhra (3 tituly)
| Č. | datum       | turnaj                   | okruh      | povrch | poražený finalista | výsledek           |
| -- | ----------- | ------------------------ | ---------- | ------ | ------------------ | ------------------ |
| 1. | srpen 2024  | Lexington, Spojené státy | Challenger | tvrdý  | Li Tu              | 6–1, 6–4           |
| 2. | leden 2025  | Canberra, Austrálie      | Challenger | tvrdý  | Ethan Quinn        | 6–4, 6–4           |
| 3. | březen 2025 | Phoenix, Spojené státy   | Challenger | tvrdý  | Alexandr Bublik    | 7–6(7–5), 7–6(7–0) |

### Čtyřhra (1 titul)
| Č. | datum      | turnaj                  | okruh      | povrch | spoluhráč      | poražení finalisté            | výsledek |
| -- | ---------- | ----------------------- | ---------- | ------ | -------------- | ----------------------------- | -------- |
| 1. | leden 2024 | Buenos Aires, Argentina | Challenger | antuka | Pedro Sakamoto | Jakob Schnaitter Mark Wallner | 6–2, 6–2 |

## Finále na juniorském Grand Slamu

### Dvuhra juniorů: 1 (1–0)
| stav  | rok  | turnaj  | povrch | soupeř ve finále | výsledek      |
| ----- | ---- | ------- | ------ | ---------------- | ------------- |
| Vítěz | 2023 | US Open | tvrdý  | Learner Tien     | 6–4, 4–6, 3–6 |

### Čtyřhra juniorů: 1 (0–1)
| stav      | rok  | turnaj          | povrch | spoluhráč        | soupeři ve finále            | výsledek |
| --------- | ---- | --------------- | ------ | ---------------- | ---------------------------- | -------- |
| Finalista | 2023 | Australian Open | tvrdý  | Alexander Blockx | Learner Tien Cooper Williams | 4–6, 4–6 |